# Neke Mani Feto
Neke Mani Feto is een bestuurslaag in het regentschap Timor Tengah Selatan van de provincie Oost-Nusa Tenggara, Indonesië. Neke Mani Feto telt 656 inwoners (volkstelling 2010).